# The Enforcer (1951)
The Enforcer ("Um Preço Para Cada Crime" no Brazil) é um filme estadunidense de 1951 do gênero "Policial", dirigido por Bretaigne Windust e Raoul Walsh (não creditado) para a Warner Bros. O roteiro de Martin Rackin baseou-se no caso real acontecido entre os anos de 1920-1940, conhecido na crônica policial americana por "Murder, Inc." (algo como "Comercial Assassinatos"). A narração ouvida no início do filme é de Estes Kefauver que, à época, presidia uma investigação do Senado Americano do chamado "crime organizado".
A ação é ambientada numa cidade dos Estados Unidos não identificada e os fatos mostrados, muitos aparecem em Flashback.
Foi o último filme de Bogart para a Warner, o estúdio que o transformara em astro de cinema.

## Contexto
Apesar de ser na maior parte fictício, o enredo do filme teve como base a investigação policial do caso real de uma quadrilha de assassinos de aluguel chamado pela imprensa americana de "Murder, Inc." (o nome escolhido para o lançamento nos cinemas do Reino Unido). Foi nas notícias sobre  essa investigação e também nos depoimentos a Kefauver, que termos como "contract" (ou "contrato", que significa uma encomenda negociada de assassinato) e "hit" (têrmo pelos quais se chamam os assassinos) ficaram conhecidos pelo público americano. Os bandidos se utilizavam dessas gírias para se prevenirem contra telefones "grampeados" e outras escutas "plantadas" pela polícia.
O personagem de Humphrey Bogart, o procurador Martin Ferguson, foi inspirado em Burton Turkus, que liderou os processos contra muitos membros da Murder, Inc. O livro de sua autoria sobre o caso foi publicado na mesma época do lançamento do filme.
O personagem de Ted de Corsia, Joe Rico, foi provavelmente inspirado em Abe Reles. Como Rico, Reles estava para testemunhar contra um chefão criminoso, mas, mesmo com grande proteção da polícia, foi encontrado morto após uma queda de uma janela do Hotel "Meia Lua" (Half Moon Hotel) em Coney Island, em 12 de novembro de 1941. Nunca foi confirmado se a morte de Reles foi assassinato, acidente ou suicídio.

## Elenco
- Humphrey Bogart...Promotor Martin Ferguson
- Zero Mostel..."Big Babe" Lazick
- Ted de Corsia...Joseph Rico
- Everett Sloane...Albert Mendoza
- Roy Roberts...Capt. Frank Nelson
- Michael Tolan...James "Duke" Malloy (nos letreiros, Lawrence Tolan)
- King Donovan...Sgt. Whitlow
- Bob Steele...Herman (nos letreiros, Robert Steele)
- Adelaide Klein...Olga Kirshen
- Creighton Hale … Empregado da loja de música (não-creditado)
- Jack Mower	 ...	detetive da polícia (não creditado)

## Sinopse
Sob severa proteção policial, o bandido Joe Rico chega à noite ao tribunal onde testemunhará no dia seguinte contra o chefão Albert Mendoza. Rico está com os nervos abalados pois já sofrera atentados e teme ser assassinado, mesmo com todas as garantias dadas pelo procurador Martin Ferguson. 
Mesmo com toda a proteção, Ferguson acaba perdendo Rico. Ele então resolve repassar todo o caso com seus auxiliares, pois acredita que deixaram escapar evidências fortes que poderiam ser apresentadas no lugar do testemunho do criminoso. E toda a história dos crimes de Rico e Mendonza e sua quadrilha de "assassinos de aluguel" é contada em flashback.